# 古谷拓夢
古谷 拓夢（ふるや たくむ、1997年3月12日 - ）は、神奈川県南足柄市出身の陸上競技選手。専門は110mハードル。自己ベストは13秒61。2015年アジア選手権男子110mハードルの日本代表。

## 経歴
神奈川県南足柄市出身。O型。北足柄小学校、南足柄中学校、相洋高等学校、早稲田大学スポーツ科学部卒業。

### 小中学生時代
北足柄小学校時代は1年生の時から地元のサッカークラブに所属し、長身と足の速さを生かしてゴールキーパーと左フォワードを務めていた。しかし、小学校全体の児童数が50人ほどの地域だったため、4年生の時に人数不足でサッカークラブは解散。そこで5年生の時に南足柄市を拠点に活動している陸上クラブ「明神クラブ」に入って陸上を始めると、わずか2回の練習で出場した全国小学生交流陸上県予選5年100mで15秒10（-1.9）の2位に入った。
南足柄中学校では陸上部に入り、最初は100mに取り組んでいた。しかし、短距離のレベルが高い神奈川県では県大会止まりで全国大会に進めず、指導者の勧めで2年生の秋からハードルに転向した。陸上部にはハードルの指導者がいなかったため、専門誌を読むなどして独学でハードルに取り組み、やがて県内の選抜合宿に招集されるようになった。そして3年生の時に全日本中学校選手権110mYH（高さ91.4cm）で4位、ジュニアオリンピックA110mJH（高さ99.1cm）で優勝を果たすまでに成長した。

### 高校生時代

#### 2012年
- 4月、相洋高等学校に進学。
- 5月、インターハイ神奈川県大会110mHを14秒73（-1.2）で制すも、翌月の南関東大会は準決勝で敗退してインターハイ出場を逃した。
- 9月、神奈川県高校新人大会に出場。マイルリレーを走るために始めた400mHでは2戦目ながら53秒76をマークして適正を見せると、110mHでは14秒52（+0.9）の高1歴代最高記録（当時）をマークし、白田耕平の持つ記録（2009年に14秒60）を更新した。
- 10月27日、関東高校新人110mH決勝で14秒50（-0.3）の高1歴代最高記録をマークし、自身の持つ記録（14秒52）を更新した。

#### 2013年
- 7月、世界ユース選手権400mYH（高さ84.0cm）準決勝で51秒00のユース日本最高記録（当時）をマークし、前回の世界ユース選手権で松本岳大がマークした記録（51秒26）を更新した。決勝では51秒58とタイムを落とし、3位と0秒28差の4位でメダルを逃した。
- 7月20日、西相地区高校陸上110mHで14秒14（+2.0）の高2歴代最高記録（当時）をマークし、矢澤航の持つ記録（2008年）に並んだ。
- 7-8月、インターハイの110mH、400mH、4×400mRの3種目に出場した。400mHは2年生で唯一決勝に進出すると、決勝ではそれまでの自己ベストを0秒33更新する51秒16をマークし、同種目史上初の2年生優勝を達成した。110mHは準決勝で14秒09（+1.1）の高2歴代最高記録（当時）をマークすると、決勝で高校生史上3人目の13秒台となる13秒92（+0.4）をマークし、高校記録・高2歴代最高記録・年齢別（16歳）世界最高記録を更新して優勝した。27年ぶり史上3人目となる110mHと400mHの2冠を達成したが[注 2]、4×400mRは2位に終わり3冠を逃した。
- 8月21日、アジアユースゲームズ110mYH決勝で13秒36のユース日本最高記録をマークし、7月の世界ユース選手権で川村直也がマークした記録（13秒61）を更新して金メダルを獲得した。
- 10月、7日の国民体育大会少年A110mHを14秒03（+0.2）の大会タイ記録で制すると、18日の日本ユース選手権110mJHも13秒80（-0.1）の大会タイ記録で制し、インターハイとの110mH高校3冠を達成した。

#### 2014年
- 4月29日、織田記念国際110mHで初めてシニアの大会に出場し、B決勝に進出して13秒98（+2.1）の2位に入った。
- 6月7-8日、日本選手権110mHに初出場し、予選と準決勝を突破して同種目で戦後初の高校生ファイナリストとなった。決勝では大雨というコンディションの中、自身の高校記録に0秒01差と迫る13秒93（+0.4）で6位に入った。
- 7-8月、インターハイの110mH、400mH、4×100mR、4×400mRの4種目に出場した。400mHは51秒33で制し、史上初の2連覇を達成。110mHも14秒05（-2.4）で制し、同種目がハイハードル（シニアの規格）になってから史上初の2連覇を達成するとともに、史上初の2年連続ハードル2冠を達成した。4×100mR、4×400mRでは優勝を逃したが、相洋高校の男子総合初優勝に貢献した。
- 8月25日、日韓中ジュニア交流競技会110mJHで13秒67（0.0）の高校最高記録・ユース日本最高記録（ともに当時）をマークし、矢澤航の持つ記録（2008年）に並んだ。これにより、110mハードルの全ての規格（ハイハードル、ジュニアハードル、ユースハードル）で高校最高記録保持者となった[2]。
- 8月31日、関東選手権110mH準決勝で13秒89（-0.2）の高校記録（当時）を樹立。自身の高校記録を更新するとともに、中村兼希の持つジュニア日本最高記録（2004年に13秒88）に0秒01差と迫った。
- 10月3日、日本ジュニア選手権110mH準決勝で13秒83（+0.7）のジュニア日本最高記録（当時）・高校記録を樹立。決勝では追い風参考記録ながら13秒68（+2.7）をマークして優勝した。追い風参考の13秒6台は13秒64（+4.7）をマークした7月の神奈川県選手権に続いて2度目だった。

### 大学生時代

#### 2015年
- 4月、早稲田大学に進学。
- 6月3日、アジア選手権110mHに出場し、初めてシニアの日の丸を背負ってシニアの国際大会を経験したが、結果は予選敗退に終わった。
- 6月27-28日、日本選手権110mHに出場すると、予選で13秒79（+0.4）のジュニア日本最高記録（当時）を樹立し、自身の持つ記録（13秒83）を更新した。初出場の前回大会はタイムで拾われての決勝進出だったが、今回は組1着（全体2位）の着順で進出すると、決勝はスタートで出遅れながらも予選の記録に迫る13秒81（-1.4）をマークし、1位と同タイム着差ありの2位に入った[3]。
- 10月16日、日本ジュニア選手権110mHに出場すると、ジュニア日本歴代2位・高校歴代2位の記録を持つ金井直に0秒05差で競り勝ち、2連覇を達成した。

#### 2016年
- 5月20日、関東インカレの110mH決勝で自己ベスト（13秒79）に迫る13秒80（+0.3）をマークするも、1位と0秒05差の2位に終わった。
- 6月10日、日本学生陸上競技個人選手権、110mHに出場。決勝に進出し13秒89（+1.2）、3位（日本人2位）となった。
- 6月25-26日、日本選手権の110mHに出場。25日の予選は自身の持つU20（旧ジュニア）日本最高記録を0秒06更新する13秒73（+0.4）、準決勝は13秒77（-0.5）で突破したが、26日の決勝は13秒71（+2.4）で5位に終わった。
- 7月20-21日、世界U20選手権の110mJHに出場。予選で自己ベスト（当時13秒67）を更新する13秒40（+0.6）、準決勝は予選のタイムに迫る13秒41（+0.1）で突破すると、迎えた決勝ではU20アジア記録となる13秒31（+0.2）をマーク。1位に0秒06、2位に0秒01及ばなかったものの3位に入り、この種目で初のメダルとなる銅メダルを獲得した[4]。また、これはユニバーシアードを除く世界大会の110mハードルにおいて、日本勢が獲得した史上初のメダルという快挙だった[5]。

#### 2017年
- 6月24日、日本選手権110mハードル予選で自己ベスト（13秒73）に迫る13秒74（+1.3）をマークし、タイムで拾われて予選を突破した。しかし、準決勝は13秒81（+0.3）とタイムを落として組5着に終わり、0秒03差で決勝進出を逃した。

#### 2018年
- 5月20日、SEIKOゴールデングランプリ110mハードルで4位、13秒61（-0.4）で自己ベストを更新。

## 自己ベスト
- 記録欄の（　）内の数字は風速（m/s）で、+は追い風を意味する。

### 一般規格
| 種目  | 記録          | 年月日        | 場所   | 備考 |
| ----- | ------------- | ------------- | ------ | ---- |
| 100m  | 10秒73 (+0.4) | 2016年10月1日 | 横浜市 |      |
| 110mH | 13秒61 (-0.4) | 2018年5月20日 | 大阪市 |      |
| 400mH | 51秒16        | 2013年8月1日  | 大分市 |      |

#### 年次ベスト
- 太字は自己ベスト

|                    | 110mH           | 備考                                                  | 400mH    | 備考       | 100m            | 備考 |
| ------------------ | --------------- | ----------------------------------------------------- | -------- | ---------- | --------------- | ---- |
| 2009年 （中学1年） |                 |                                                       |          |            | 12秒13 （+1.2） |      |
| 2010年 （中学2年） |                 |                                                       |          |            | 11秒57 （+2.0） |      |
| 2011年 （中学3年） |                 |                                                       |          |            | 11秒31 （+1.9） |      |
| 2012年 （高校1年） | 14秒50 （-0.3） | 高1歴代1位                                            | 53秒76秒 |            |                 |      |
| 2013年 （高校2年） | 13秒92 （+0.4） | 年齢別（16歳）世界最高記録 U18日本最高記録 高2歴代1位 | 51秒16   | 高2歴代4位 |                 |      |
| 2014年 （高校3年） | 13秒83 （+0.7） |                                                       | 51秒33   |            | 10秒84 （+0.2） |      |
| 2015年 （大学1年） | 13秒79 （+0.4） | 元U20日本最高記録                                     | 53秒99   |            | 10秒83 （+0.4） |      |
| 2016年 （大学2年） | 13秒73 （+0.4） | 元U20日本最高記録                                     |          |            | 10秒73 （+0.4） |      |
| 2017年 （大学3年） | 13秒74 （+1.3） |                                                       |          |            | 10秒97 （+0.8） |      |
| 2018年 （大学4年） | 13秒61 （-0.4） |                                                       |          |            |                 |      |

### ユース・ジュニア規格
- 110mYHは高さ91.4cm、110mJHは高さ99.1cm、400mYHは高さ84.0cm

| 種目   | 記録          | 年月日        | 場所             | 備考                         |
| ------ | ------------- | ------------- | ---------------- | ---------------------------- |
| 110mYH | 13秒36 (+1.1) | 2013年8月21日 | 南京市           | 高校最高記録 U18日本最高記録 |
| 110mJH | 13秒31 (+0.2) | 2016年7月21日 | ブィドゴシュチュ | 元U20アジア記録              |
| 400mYH | 51秒00        | 2013年7月11日 | ドネツク         | 元U18日本最高記録            |

#### 年次ベスト
|                    | 110mYH          | 備考                         | 110mJH          | 備考                                     | 400mYH | 備考              |
| ------------------ | --------------- | ---------------------------- | --------------- | ---------------------------------------- | ------ | ----------------- |
| 2011年 （中学3年） | 14秒20 （+1.0） |                              | 14秒54 （-0.9） |                                          |        |                   |
| 2012年 （高校1年） |                 |                              | 14秒08 （+1.7） |                                          | 53秒76 |                   |
| 2013年 （高校2年） | 13秒36 （+1.1） | 高校最高記録 U18日本最高記録 | 13秒80 （-0.1） |                                          | 51秒00 | 元U18日本最高記録 |
| 2014年 （高校3年） |                 |                              | 13秒67 （0.0）  | 元高校最高タイ記録 元U18日本最高タイ記録 |        |                   |
| 2016年 （大学2年） |                 |                              | 13秒31 （+0.2） | 元U20アジア記録                          |        |                   |

## 主な成績
- 備考欄の記録は当時のもの

### 国際大会
| 年         | 大会                      | 場所             | 種目    | 結果 | 記録          | 備考                                    |
| ---------- | ------------------------- | ---------------- | ------- | ---- | ------------- | --------------------------------------- |
| 2013 (高2) | 世界ユース選手権 (en)     | ドネツク         | 400mYH  | 4位  | 51秒58        | 準決勝51秒00：ユース日本最高記録        |
| 2013 (高2) | アジアユースゲームズ (en) | 南京             | 110mYH  | 優勝 | 13秒36 (+1.1) | 高校最高記録 ユース日本最高記録         |
| 2014 (高3) | 日韓中ジュニア交流競技会  | 北上             | 110mJH  | 優勝 | 13秒67 (+0.0) | 高校最高タイ記録 ユース日本最高タイ記録 |
| 2014 (高3) | 日韓中ジュニア交流競技会  | 北上             | 110mJH  | 優勝 | 13秒73 (-0.3) |                                         |
| 2014 (高3) | 日韓中ジュニア交流競技会  | 北上             | 4x100mR | 優勝 | 40秒49 (4走)  |                                         |
| 2015 (大1) | アジア選手権              | 武漢             | 110mH   | 予選 | 14秒15 (-0.1) | 全体13位                                |
| 2016 (大2) | 世界U20選手権             | ブィドゴシュチュ | 110mJH  | 3位  | 13秒31 (+0.2) | U20アジア記録                           |

### 日本選手権
- 4x100mRは日本選手権リレーの成績

| 年         | 大会    | 場所     | 種目    | 結果   | 記録          | 備考                                    |
| ---------- | ------- | -------- | ------- | ------ | ------------- | --------------------------------------- |
| 2014 (高3) | 第98回  | 福島市   | 110mH   | 6位    | 13秒93 (+0.4) |                                         |
| 2014 (高3) | 第98回  | 横浜市   | 4x100mR | 7位    | 40秒49 (2走)  |                                         |
| 2015 (大1) | 第99回  | 新潟市   | 110mH   | 2位    | 13秒81 (-1.4) | 予選13秒79 (+0.4)：ジュニア日本最高記録 |
| 2016 (大2) | 第100回 | 名古屋市 | 110mH   | 5位    | 13秒71 (+2.4) | 予選13秒73 (+0.4)：U20日本最高記録      |
| 2017 (大3) | 第101回 | 大阪市   | 110mH   | 準決勝 | 13秒81 (+0.3) |                                         |

### その他
- 主要大会を記載

| 年         | 大会                     | 場所         | 種目    | 結果       | 記録            | 備考                                      |
| ---------- | ------------------------ | ------------ | ------- | ---------- | --------------- | ----------------------------------------- |
| 2010 (中2) | ジュニアオリンピック     | 横浜市       | 4x100mR | 準決勝     | 44秒41 (3走)    |                                           |
| 2011 (中3) | 全日本中学校選手権       | 奈良市       | 110mYH  | 4位        | 14秒20 (+1.0)   | 自己ベスト                                |
| 2011 (中3) | ジュニアオリンピック     | 横浜市       | 110mJH  | 優勝       | 14秒54 (-0.9)   | 自己ベスト                                |
| 2012 (高1) | 日本ユース選手権         | 名古屋市     | 110mJH  | 4位        | 14秒08 (+1.7)   | 自己ベスト                                |
| 2013 (高2) | インターハイ             | 大分市       | 110mH   | 優勝       | 13秒92 (+0.4)   |                                           |
| 2013 (高2) | インターハイ             | 大分市       | 400mH   | 優勝       | 51秒56          | 自己ベスト                                |
| 2013 (高2) | インターハイ             | 大分市       | 4x400mR | 2位        | 3分11秒67 (1走) |                                           |
| 2013 (高2) | 国民体育大会             | 調布市       | 110mH   | 優勝       | 14秒03 (+0.2)   | 大会タイ記録                              |
| 2013 (高2) | 日本ユース選手権         | 名古屋市     | 110mJH  | 優勝       | 13秒80 (-0.1)   | 大会タイ記録                              |
| 2013 (高2) | 日本ユース選手権         | 名古屋市     | 4x100mR | 6位        | 41秒75 (4走)    |                                           |
| 2014 (高3) | 織田記念                 | 広島市       | 110mH   | B決勝2位   | 13秒98 (+2.1)   |                                           |
| 2014 (高3) | インターハイ             | 甲府市       | 110mH   | 優勝       | 14秒05 (-2.4)   |                                           |
| 2014 (高3) | インターハイ             | 甲府市       | 400mH   | 優勝       | 51秒33          |                                           |
| 2014 (高3) | インターハイ             | 甲府市       | 4x100mR | 2位        | 40秒22 (4走)    |                                           |
| 2014 (高3) | インターハイ             | 甲府市       | 4x400mR | 4位        | 3分11秒77 (4走) |                                           |
| 2014 (高3) | 日本ジュニア選手権       | 名古屋市     | 110mH   | 優勝       | 13秒68 (+2.7)   | 準決勝13秒83 (+0.7)：ジュニア日本最高記録 |
| 2014 (高3) | 国民体育大会             | 諫早市       | 400mH   | 4位        | 51秒75          |                                           |
| 2015 (大1) | 織田記念                 | 広島市       | 110mH   | 2位        | 13秒93 (-0.8)   |                                           |
| 2015 (大1) | 関東インカレ (1部)       | 横浜市       | 110mH   | 3位        | 13秒87 (+1.0)   |                                           |
| 2015 (大1) | 関東インカレ (1部)       | 横浜市       | 400mH   | 予選       | 53秒99          |                                           |
| 2015 (大1) | Gyulai István Memorial   | ブダペスト   | 110mH   | Bレース7位 | 14秒12 (-1.2)   |                                           |
| 2015 (大1) | Spitzen Leichtathletik   | ルツェルン   | 110mH   | Aレース7位 | 13秒98 (+1.1)   |                                           |
| 2015 (大1) | 日本インカレ             | 大阪市       | 110mH   | 3位        | 13秒91 (+0.4)   |                                           |
| 2015 (大1) | 国民体育大会             | 和歌山市     | 110mH   | 予選       | DQ              |                                           |
| 2015 (大1) | 日本ジュニア選手権       | 名古屋市     | 110mH   | 優勝       | 13秒86 (+0.1)   |                                           |
| 2016 (大2) | 織田記念                 | 広島市       | 110mH   | 4位        | 13秒92 (-0.5)   |                                           |
| 2016 (大2) | ゴールデングランプリ川崎 | 川崎市       | 110mH   | 6位        | 13秒85 (-0.6)   |                                           |
| 2016 (大2) | 関東インカレ (1部)       | 横浜市       | 110mH   | 2位        | 13秒80 (+0.3)   |                                           |
| 2016 (大2) | 関東インカレ (1部)       | 横浜市       | 4x100mR | 8位        | 40秒25 (4走)    |                                           |
| 2016 (大2) | 日本学生個人選手権       | 平塚市       | 110mH   | 3位        | 13秒89 (+1.2)   |                                           |
| 2016 (大2) | 日本インカレ             | 熊谷市       | 110mH   | 2位        | 14秒09 (-1.9)   |                                           |
| 2017 (大3) | 関東インカレ (1部)       | 横浜市       | 110mH   | 3位        | 13秒78 (+0.4)   |                                           |
| 2017 (大3) | 日本学生個人選手権       | 平塚市       | 110mH   | 準決勝     | 13秒95 (+1.3)   |                                           |
| 2017 (大3) | 南部記念                 | 札幌市       | 110mH   | 2位        | 13秒70 (+2.7)   |                                           |
| 2017 (大3) | トワイライト・ゲームス   | 東京都       | 110mH   | 7位        | 13秒97 (+1.3)   |                                           |
| 2017 (大3) | 日本インカレ             | 福井市       | 110mH   | 決勝       | DQ              | 準決勝13秒78 (+1.6)                       |
| 2017 (大3) | 日本インカレ             | 福井市       | 4x100mR | 8位        | 40秒31 (4走)    |                                           |
| 2018 (大4) | シンガポールOP選手権     | シンガポール | 110mH   | 3位        | 13秒84 (0.0)    |                                           |
| 2018 (大4) | 織田記念                 | 広島市       | 110mH   | 2位        | 13秒57 (+2.6)   |                                           |
| 2018 (大4) | ゴールデングランプリ大阪 | 大阪市       | 110mH   | 4位        | 13秒61 (-0.4)   | 自己ベスト                                |
| 2018 (大4) | 関東インカレ (1部)       | 相模原市     | 110mH   | 優勝       | 13秒45 (+3.5)   |                                           |

## 出演
- みらいのつくりかた （2015年5月14日、テレビ東京）[6]